# Louisa Anne Stuart
Lady Louisa Anne Stuart, marchesa di Waterford (Parigi, 14 aprile 1818 – 12 maggio 1891), è stata una pittrice inglese.

## Biografia
Era la figlia di Charles Stuart, I barone Stuart de Rothesay e di sua moglie Lady Elizabeth Margaret Yorke. Suo padre è stato nominato Ambasciatore britannico a Parigi poco prima di sposare Elizabeth Margaret Yorke il 6 febbraio 1816. Louisa passo l'infanzia a Parigi è stata segnata dall'arte, in linea con l'essere una pronipote della scrittrice Lady Mary Wortley Montagu. Arte, religione e filantropia, avrebbe avuto un posto di rilievo nella sua vita. Pur essendo un'artista, i suoi dipinti vennero esposti in gallerie fino al 1870.
Mostrando grande preoccupazione per il benessere della popolazione del Northumberland, ha ridisegnato il villaggio di Ford, progettato e costruito una scuola, e ha fondato una società di temperanza. La scuola del villaggio rimase in uso fino al 1957, ma ora è conosciuta come la Galleria Waterford o Lady Waterford Hall.
Louisa è stata istruita da Dante Gabriel Rossetti e frequentò corsi di disegno tenuti da John Ruskin, insieme a Lady Trevelyan e Kate Greenaway. Si ritiene che fosse stata la modella di Sir John Everett Millais in diversi sue opere, e la sua bellezza è accreditata come una delle ispirazioni dei Preraffaelliti.

## Matrimonio
L'8 giugno 1842 sposò Lord Waterford e si stabilì a Curraghmore House, a County Waterford, fino alla sua morte, in un incidente a cavallo nel 1859. Il matrimonio non ha prodotto figli.

## Morte
Morì il 12 maggio 1891. La sua tomba si trova accanto alla St Michael' Church, a Ford.

## Ascendenza
|                                             |                    |                                                | Genitori                                     |  |  | Nonni |  |  | Bisnonni                       |  |  | Trisnonni                      |  |
|                                             |                    |                                                |                                              |  |  |       |  |  | John Stuart, III conte di Bute |  |  | James Stuart, II conte di Bute |  |
|                                             |                    |                                                |                                              |  |  |       |  |  | John Stuart, III conte di Bute |  |  | James Stuart, II conte di Bute |  |
|                                             |                    | lady Anne Campbell                             |                                              |  |  |       |  |  | John Stuart, III conte di Bute |  |  |                                |  |
| lord Charles Stuart                         |                    |                                                |                                              |  |  |       |  |  | John Stuart, III conte di Bute |  |  |                                |  |
|                                             |                    | Mary Wortley-Montagu, I baronessa Mount Stuart | Edward Wortley-Montagu                       |  |  |       |  |  |                                |  |  |                                |  |
|                                             |                    | Mary Wortley-Montagu, I baronessa Mount Stuart | Edward Wortley-Montagu                       |  |  |       |  |  |                                |  |  |                                |  |
|                                             |                    | Mary Wortley-Montagu, I baronessa Mount Stuart | lady Mary Pierrepont                         |  |  |       |  |  |                                |  |  |                                |  |
| Charles Stuart, I barone Stuart de Rothesay |                    | Mary Wortley-Montagu, I baronessa Mount Stuart |                                              |  |  |       |  |  |                                |  |  |                                |  |
|                                             |                    | lord Vere Bertie                               | Robert Bertie, I duca di Ancaster e Kesteven |  |  |       |  |  |                                |  |  |                                |  |
|                                             |                    | lord Vere Bertie                               | Robert Bertie, I duca di Ancaster e Kesteven |  |  |       |  |  |                                |  |  |                                |  |
|                                             |                    | lord Vere Bertie                               | Albinia Farringdon                           |  |  |       |  |  |                                |  |  |                                |  |
| hon. Louisa Bertie                          |                    | lord Vere Bertie                               |                                              |  |  |       |  |  |                                |  |  |                                |  |
|                                             |                    | Anne Casey                                     | sir Cecil Wray, XI baronetto                 |  |  |       |  |  |                                |  |  |                                |  |
|                                             |                    | Anne Casey                                     | sir Cecil Wray, XI baronetto                 |  |  |       |  |  |                                |  |  |                                |  |
|                                             |                    | Anne Casey                                     | Mary Columbine Harrison                      |  |  |       |  |  |                                |  |  |                                |  |
| hon. Louisa Anne Stuart                     |                    | Anne Casey                                     |                                              |  |  |       |  |  |                                |  |  |                                |  |
|                                             | hon. Charles Yorke | Philip Yorke, I conte di Hardwicke             |                                              |  |  |       |  |  |                                |  |  |                                |  |
|                                             | hon. Charles Yorke | Philip Yorke, I conte di Hardwicke             |                                              |  |  |       |  |  |                                |  |  |                                |  |
|                                             | hon. Charles Yorke | Margaret Cocks                                 |                                              |  |  |       |  |  |                                |  |  |                                |  |
| Philip Yorke, III conte di Hardwicke        | hon. Charles Yorke |                                                |                                              |  |  |       |  |  |                                |  |  |                                |  |
|                                             |                    | Katherine Blount Freeman                       | William Freeman                              |  |  |       |  |  |                                |  |  |                                |  |
|                                             |                    | Katherine Blount Freeman                       | William Freeman                              |  |  |       |  |  |                                |  |  |                                |  |
|                                             |                    | Katherine Blount Freeman                       | Katherine Blount                             |  |  |       |  |  |                                |  |  |                                |  |
| lady Elizabeth Margaret Yorke               |                    | Katherine Blount Freeman                       |                                              |  |  |       |  |  |                                |  |  |                                |  |
|                                             |                    | James Lindsay, V conte di Balcarres            | Colin Lindsay, III conte di Balcarres        |  |  |       |  |  |                                |  |  |                                |  |
|                                             |                    | James Lindsay, V conte di Balcarres            | Colin Lindsay, III conte di Balcarres        |  |  |       |  |  |                                |  |  |                                |  |
|                                             |                    | James Lindsay, V conte di Balcarres            | lady Margaret Campbell                       |  |  |       |  |  |                                |  |  |                                |  |
| lady Elizabeth Scot Lindsay                 |                    | James Lindsay, V conte di Balcarres            |                                              |  |  |       |  |  |                                |  |  |                                |  |
|                                             |                    | Anne Dalrymple                                 | sir Robert Dalrymple, II baronetto           |  |  |       |  |  |                                |  |  |                                |  |
|                                             |                    | Anne Dalrymple                                 | sir Robert Dalrymple, II baronetto           |  |  |       |  |  |                                |  |  |                                |  |
|                                             |                    | Anne Dalrymple                                 | Joanna Hamilton                              |  |  |       |  |  |                                |  |  |                                |  |
|                                             |                    | Anne Dalrymple                                 |                                              |  |  |       |  |  |                                |  |  |                                |  |